# Zagtoon
Zagtoon, conosciuta anche come ZAG Entertainment, è una casa di produzione francese fondata il 6 aprile 2010 da Jeremy Zag, attuale amministratore delegato, e Jacqueline Tordijman.
Lo studio ha sedi a Parigi, Los Angeles, Tokyo e Glendale. Si occupa prevalentemente di produrre e distribuire serie animate e film d'animazione in 3D, ma sono attualmente programmati anche un film live action e due webserie in 2D, tutti tratti dalla loro serie animata di punta, Miraculous - Le storie di Ladybug e Chat Noir.
Zagtoon ha inoltre molti partner in tutto il mondo, tra cui Toei Animation, Method Animation, SAMG Animation, Man of Action Studios, Saban Brands, Bandai, Spin Master e Playmates Toys.

## Filmografia

### Animazione

#### Serie televisive
- Rosie (2009) (in co-produzione con 2 Minutes, diffuso da Gulli e AB Production in Francia)
- Meteo Force (2009) (in co-produzione con Disney,Discovery e De Agostini)
- Kobushi (2011) (104x7; in co-produzione con Gulli e AB Producion, distribuito da Gulli)
- Sammy & Co. (2014) (52x11; in co-produzione con Nexus Factory, StudioCanal e nWave Pictures, distribuito da M6)[7]
- Popples (2015) (52x13, in co-produzione con Saban Brands[1][4], American Greetings e Method Animation)[7]
- Miraculous: Le Storie di Ladybug e Chat Noir (2015) (in co-produzione con Toei Animation[2], AB Droits Audiovisuels, SK Broadband, Method Animation[3], De Agostini Editore e SAMG Animation; distribuito da EBS e TF1)[7]
- Zak Storm (2016) (39x22''; in co-produzione con Man of Action, Method Animation, Bandai America e SAMG Animation)[7][8]
- Denver & Cliff (2017) (52x11")[9]
- Power Players (2018) (78x11")[10]
- Denver (2018) (52x11'')
- Space Fighters (2018)
- Ghostforce (2021) (78x11")
- Pixie Girl (2019) (78x11")[11]
- Kosmic Wrestle (2019) (78x11")[12]
- Miss Rose (2019)
- Gayajin (2020) (78 episodi)[13]
- Superstar (2020) (78 episodi)[14]
- Legendz (2020)
- Tales of Feryon (2020) (39x22")[15]
- Pixie Girl

#### Lungometraggi
- Melody (2019)[16]
- Adventure Park (2019)[17]
- Peter Hawk (2019)
- Abominable (2020)[18]

### Azione dal vivo
- Gayajin (2020)[18]

### Film d'animazione
- Ladybug & Cat Noir Awakening (2023)